# ناحیه حامه بوزیان
ناحیه حامه بوزیان (به عربی: دائرة حامة بوزیان) یک ناحیه در الجزایر است که در استان قسنطینه واقع شده‌است. ناحیه حامه بوزیان ۹۱٬۵۷۳ نفر جمعیت دارد.